# Малый Фискар
Ма́лый Фиска́р (швед. Lilla Fiskär) — остров в северо-восточной части Финского залива. Расположен в 2 км к югу от мыса Бурунного, что на северном берегу залива и примерно в 40 км от районного центра — города Выборга. Архипелаг Большой Фискар находится в 11 км к юго-западу от острова, скала Халли — в 8,5 км к югу. Административно подчинён Выборгскому району Ленинградской области.

## География
Малый Фискар представляет собою каменный остров, местами поросший деревьями. Природа на нём сохранилась в «первозданном» виде. Здесь останавливаются на отдых в своих миграциях лебеди-кликуны и гнездятся занесённые в Красную книгу клуши и птицы семейства Чистиковых. Здесь же встречаются одиночные особи серого тюленя.
На юго-западной оконечности Малого Фискара находится маяк, возведённый в 1909 г. и представляющий собою 12-и метровую решётчатую пирамиду, квадратную в основании и установленную на квадратный же каменный фундамент. Маяк выкрашен в красный цвет и несёт на себе белую дневную метку. Его фокальная плоскость находится на высоте 17 м. Даёт вспышку каждые 5 сек — белую, красную или зелёную в зависимости от направления движения.
В 940 м к югу от острова должен пройти газопровод «Северный поток».

## История
Малый Фискар перешёл от Швеции к России в 1721 г. по Ништадтскому миру. В 1790 г. во время Выборгского сражения севернее острова отряд русских кораблей под командою Петра Ханыкова и Романа Кроуна вёл обстрел отступающего Шведского флота. В 1920—1940 гг. Малый Фискар принадлежал Финляндии.